# Breaza (Suceava)
Breaza é uma comuna romena localizada no distrito de Suceava, na região de Bucovina. A comuna possui uma área de 84.64 km² e sua população era de 1695 habitantes segundo o censo de 2007.